# Toni Bilan
Toni Bilan (ur. 15 października 1990 w Zadarze) – chorwacki wioślarz.

## Osiągnięcia
- Mistrzostwa Europy – Brześć 2009 – czwórka bez sternika – 10. miejsce[1].